# Boerenjongens
Boerenjongens é uma iguaria típica dos Países Baixos, que consiste em passas conservadas em bebida alcoólica.

## História
Aredita-se que a receita tenha surgido originalmente como uma simples forma de preservação dos frutos. Até a popularização das geladeiras, nos anos 1950, os holandeses conservavam damascos e uvas em álcool.
Boerenjongens são populares nas províncias ao Norte da Holanda, especialmente entre a população mais velha. No Brabante, a receita é conhecida como Brabantse knipoogjes. No leste da Frísia, os boerenjongens são tradicionalmente alimentos servidos em ocasiões comemorativas. No passado, isso era especialmente frequente em festas de aniversário, nascimentos e ocasiões de grandes colheitas. Em Groninga, a receita era encontrada durante as festas de Sinterklaas. Já em Limburgo, era comum que a receita fosse consumida na véspera e no dia de ano-novo e em casamentos.
Historicamente, a bebida utilizada na receita poderia ser tanto conhaque quanto vinho, mas atualmente é raro encontrar variações que usem vinho.

## Preparação e consumo

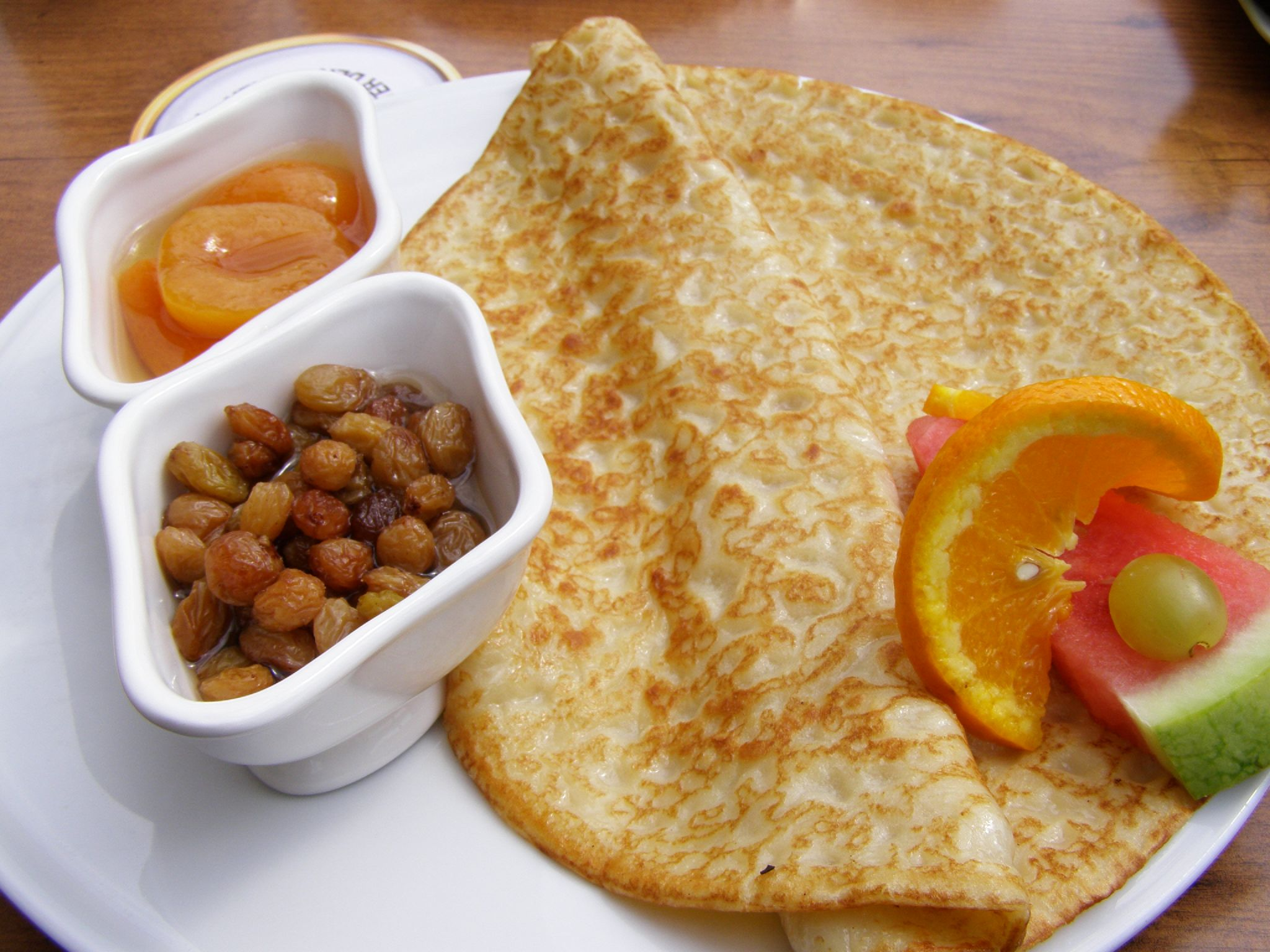
Panquecas servidas com boerenjongens e boerenmeisjes

A receita é feita com passas brancas, que são hidratadas e depois cozidas em uma mistura de conhaque com açúcar e canela. Apesar da receita estar pronta para consumo imediatamente após o fim do processo, é comum que os boerenjongens sejam deixados descansar antes de serem consumidos. O período pode variar de 24 horas até mais de um mês.
Os boerenjongens são ingredientes comuns na confecção de sorvete, tortas, pudins e bolos; também pode ser servido como cobertura ou acompanhamento. Outra forma de consumo popular é utilizá-los como ingredientes em molhos para pratos salgados, ou servir em tábuas acompanhando queijo.
Como aperitivo, os boerenjongens podem ser servidos em uma porção pura, em temperatura ambiente ou gelados.

### Boerenmeisjes
Boerenmeisjes é o nome dado para damascos em conhaque. A receita é preparada por um método similar ao dos boerenjongens: os frutos são deixados de molho e cozidos na bebida alcoólica misturada com açúcar mascavo. No entanto, diferente da receita com passas, as boerenmeisjes também levam casca de limão em sua composição. Para a preparação da receita, o ideal é que os damascos estejam ácidos e que sejam deixados para amadurecer por volta de três meses. Os boerenmeisjes eram servidos em copos largos, para que tanto os frutos quanto a bebida alcóolica pudessem ser consumidos.